# 와우! 화제와 현장
《와우! 화제와 현장》은 2007년 4월 30일부터 2007년 11월 1일까지 방송되었던 시사교양 프로그램이다.

## 기획 의도
- 다양한 정보에 웃음과 재미를 더한 시사교양 프로그램이다.